# Hội Điện ảnh Việt Nam
Hội Điện ảnh Việt Nam (tên giao dịch tiếng Anh: Vietnam Cinema Association, viết tắt VCA) là một tổ chức chính trị, xã hội và chuyên nghề của các nghệ sĩ hoạt động trong lĩnh vực điện ảnh của Việt Nam.

## Lịch sử
Hội Điện ảnh Việt Nam là một tổ chức chính trị – xã hội – nghề nghiệp của nghệ sĩ, người làm công tác điện ảnh và người làm phim truyền hình Việt Nam. Hội được thành lập theo Quyết định số 35-NV ngày 31 tháng 1 năm 1970 của Bộ Nội vụ. Tuy nhiên trước đó, đại hội thành lập hội đã diễn ra vào ngày 15 tháng 11 năm 1969. Ban chấp hành khóa 1 được bầu ra với nhà lý luận, phê bình văn học nghệ thuật Hà Xuân Trường làm Chủ tịch và đạo diễn, NSND Nguyễn Hồng Nghi làm Tổng Thư ký. Tổng thư ký các nhiệm kỳ tiếp theo là: Nghệ sĩ ưu tú Lý Thái Bảo (khóa II), Nghệ sĩ nhân dân Đặng Nhật Minh (khóa III, IV).
Ban chấp hành khóa V, VI (2000 – 2010) do nhà lý luận – phê bình điện ảnh, GS.TS Trần Luân Kim làm chủ tịch. Hiện Hội có 35 chi hội cơ sở với hơn 1 500 hội viên ở khắp các địa phương trên toàn quốc. Các cơ quan, tổ chức trực thuộc: Văn phòng Trung ương Hội, Tạp chí Thế giới điện ảnh, Câu lạc bộ điện ảnh, Hãng phim Hội Điện ảnh Việt Nam (Hodafilm), Trung tâm hỗ trợ phát triển tài năng điện ảnh (TPD). Nhiệm vụ trọng tâm của Hội là tập hợp, đoàn kết, phát triển đội ngũ những người làm phim; bên cạnh đó tiến hành các hoạt động hỗ trợ sáng tác, bồi dưỡng nâng cao nghiệp vụ, bảo vệ quyền sáng tạo hợp pháp của hội viên, phát hiện bồi dưỡng tài năng trẻ, mở rộng giao lưu hợp tác với điện ảnh quốc tế... nhằm góp phần tạo nên nhiều tác phẩm điện ảnh có giá trị về tư tưởng và nghệ thuật đóng góp tích cực cho sự phát triển của điện ảnh nước nhà và nền văn học, nghệ thuật Việt Nam hiện đại, dân tộc và tiến bộ.

## Lãnh đạo Hội[2]
- Chủ tịch: PGS.TS Đỗ Lệnh Hùng Tú
- Phó Chủ tịch:
  - Diễn viên, MC Quyền Linh
  - Đạo diễn, NSƯT Đỗ Thanh Hải
  - NSND Lê Hồng Chương
  - Nguyễn Văn Tân

## Lãnh đạo hội qua các thời kỳ
| Khóa | Bắt đầu | Vai trò         | Tên                   | Nghề nghiệp          | Chức vụ cuối cùng     | Nguồn |
| ---- | ------- | --------------- | --------------------- | -------------------- | --------------------- | ----- |
| 1    | 1969    | Chủ tịch        | Hà Xuân Trường        | Nhà phê bình văn học |                       |       |
| 1    | 1969    | Tổng thư ký     | NSND Nguyễn Hồng Nghi | Đạo diễn             |                       |       |
| 1    | 1969    | Phó tổng thư ký | NSƯT Dương Minh Đẩu   | Đạo diễn             |                       |       |
| 1    | 1969    | Phó tổng thư ký | NSND Bùi Đình Hạc     | Đạo diễn             |                       |       |
| 2    | 1983    | Tổng thư ký     | NSƯT Lý Thái Bảo      | Đạo diễn             |                       |       |
| 2    | 1983    | Phó tổng thư ký | NSND Nguyễn Hồng Sến  | Đạo diễn             |                       |       |
| 2    | 1983    | Phó tổng thư ký | Phạm Ngọc Trương      | Nhà phê bình         |                       |       |
| 3    | 1989    | Tổng thư ký     | NSND Đặng Nhật Minh   | Đạo diễn             |                       |       |
| 3    | 1989    | Phó tổng thư ký | NSND Thanh An         | Đạo diễn             |                       |       |
| 3    | 1989    | Phó tổng thư ký | NSND Huy Thành        | Đạo diễn             |                       |       |
| 4    | 1995    | Tổng thư ký     | NSND Đặng Nhật Minh   | Đạo diễn             |                       |       |
| 4    | 1995    | Phó tổng thư ký | NSND Thanh An         | Đạo diễn             |                       |       |
| 4    | 1995    | Phó tổng thư ký | Lê Hoàng              | Đạo diễn             |                       |       |
| 5    | 2000    | Tổng thư ký     | Trần Luân Kim         | Nhà phê bình         |                       |       |
| 5    | 2000    | Phó tổng thư ký | NSND Trần Thế Dân     | Quay phim            |                       |       |
| 5    | 2000    | Phó tổng thư ký | Nguyễn Hồ             | Nhà biên kịch        |                       |       |
| 5    | 2000    | Phó tổng thư ký | NSND Nguyễn Khải Hưng | Đạo diễn             |                       |       |
| 6    | 2005    | Chủ tịch        | Trần Luân Kim         | Nhà phê bình         |                       |       |
| 6    | 2005    | Phó chủ tịch    | NSND Đặng Xuân Hải    | Đạo diễn             | Chủ tịch Hội Điện ảnh |       |
| 6    | 2005    | Phó chủ tịch    | Dương Cẩm Thúy        | Nhà biên kịch        |                       |       |
| 6    | 2005    | Phó chủ tịch    | NSND Nguyễn Khải Hưng | Đạo diễn             |                       |       |
| 7    | 2010    | Chủ tịch        | NSND Đặng Xuân Hải    | Đạo diễn             |                       |       |
| 7    | 2010    | Phó chủ tịch    | Nguyễn Thị Hồng Ngát  | Nhà biên kịch        |                       |       |
| 7    | 2010    | Phó chủ tịch    | Dương Cẩm Thúy        | Nhà biên kịch        |                       |       |
| 7    | 2010    | Phó chủ tịch    | NSND Trịnh Lê Văn     | Đạo diễn             |                       |       |
| 8    | 2015    | Chủ tịch        | NSND Đặng Xuân Hải    | Đạo diễn             |                       |       |
| 8    | 2015    | Phó chủ tịch    | Nguyễn Thị Hồng Ngát  | Nhà biên kịch        |                       |       |
| 8    | 2015    | Phó chủ tịch    | Dương Cẩm Thúy        | Nhà biên kịch        |                       |       |
| 8    | 2015    | Phó chủ tịch    | NSND Lê Hồng Chương   | Đạo diễn             |                       |       |
| 8    | 2015    | Phó chủ tịch    | NSND Trịnh Lê Văn     | Đạo diễn             |                       |       |